# Onuphis quinquedens
Onuphis quinquedens är en ringmaskart som beskrevs av Francis Day 1951. Onuphis quinquedens ingår i släktet Onuphis och familjen Onuphidae. Inga underarter finns listade i Catalogue of Life.